# Tom Wilson (Eishockeyspieler)
Thomas „Tom“ Wilson (* 29. März 1994 in Toronto, Ontario) ist ein kanadischer Eishockeyspieler, der seit Juli 2012 bei den Washington Capitals in der National Hockey League unter Vertrag steht. Mit dem Team gewann er in den Playoffs 2018 den Stanley Cup.

## Karriere

### Jugend
Tom Wilson wurde in Toronto geboren und begann bereits im Alter von zwei Jahren mit dem Eishockeyspielen. In den ersten fünf Jahren des organisierten Eishockeys wurde er von seinem Vater trainiert, ehe er später die Jugendabteilungen der Toronto Junior Canadiens in seiner Heimatstadt durchlief. Im Jahre 2010 wählten ihn dann die Plymouth Whalers in der Priority Selection der Ontario Hockey League (OHL) an 27. Gesamtposition aus, sodass er mit Beginn der Saison 2010/11 in einer der drei höchsten Juniorenligen Kanadas spielte. Zudem vertrat er während seiner Debütsaison das Team Canada Ontario bei der World U-17 Hockey Challenge 2011 und gewann mit der Mannschaft dort die Goldmedaille. Im Sommer 2011 folgte die Teilnahme am Ivan Hlinka Memorial Tournament, wobei das Team erneut den ersten Platz belegte.
In der Spielzeit 2011/12, seiner zweiten in der OHL, erzielte Wilson in 47 Spielen 27 Scorerpunkte und wurde, nachdem er zuvor am CHL Top Prospects Game teilgenommen hatte, am Saisonende von den Washington Capitals an 16. Position im NHL Entry Draft 2012 ausgewählt. Nur wenige Monate später unterzeichnete der Angreifer einen Einstiegsvertrag bei den Capitals, blieb allerdings vorerst bei den Whalers in der OHL. Dort wurde er mit Beginn der folgenden Saison zum Assistenzkapitän berufen und steigerte seine Statistik deutlich auf 58 Punkte aus 48 Spielen.

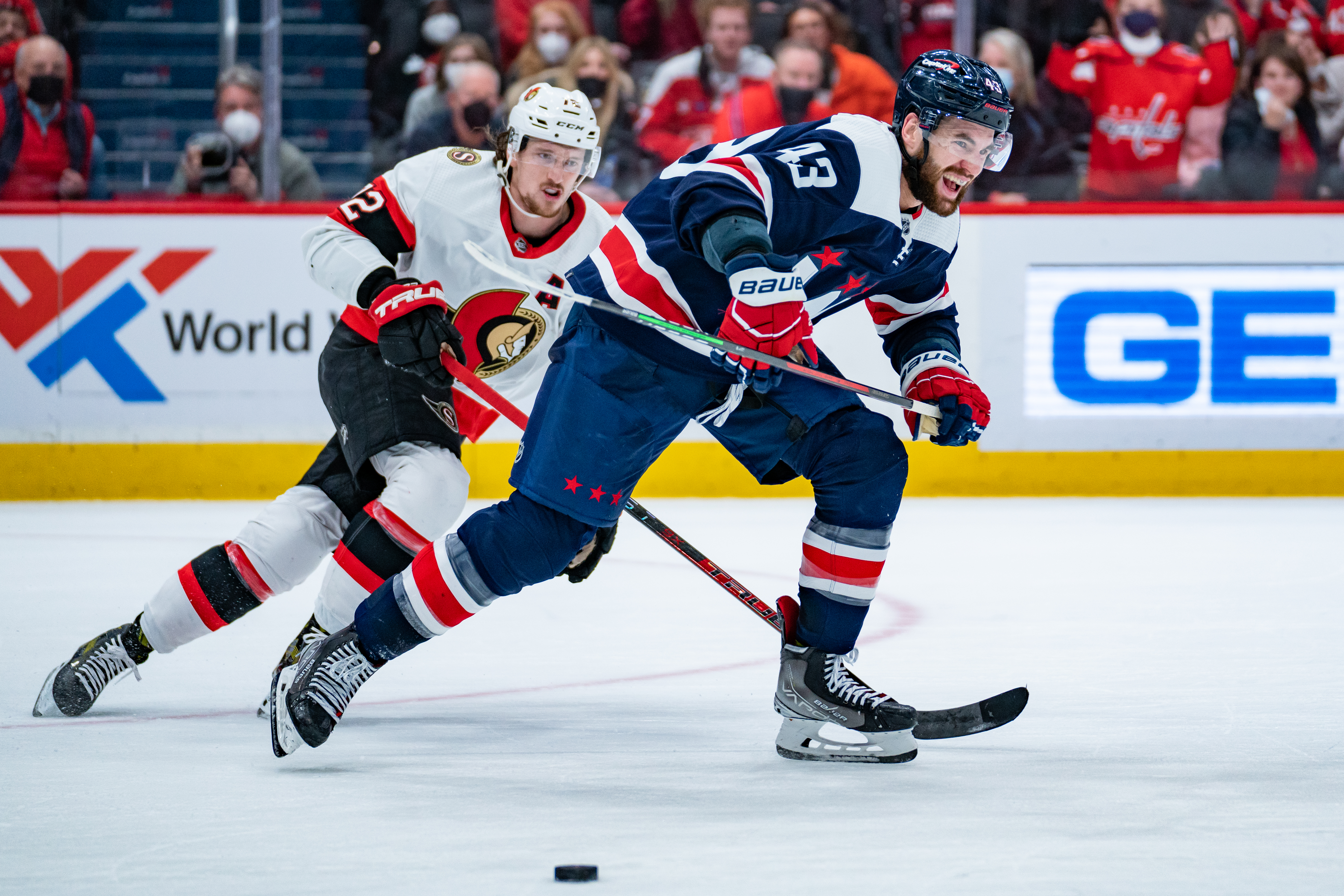
Wilson (rechts) im Duell mit Thomas Chabot

### Washington Capitals
Direkt nach dem Ende der OHL-Saison wurde der Kanadier ins NHL-Aufgebot der Washington Capitals berufen und debütierte in der ersten Runde der Playoffs. Nach drei Einsätzen für Wilson und dem Ausscheiden gegen die New York Rangers wurde er an die Hershey Bears, das Farmteam der Capitals aus der American Hockey League (AHL) abgegeben und kam auch dort zu drei Playoff-Einsätzen.
In der Vorbereitung auf die Saison 2013/14 setzte er sich im Kader der Capitals durch und absolvierte in der Folge alle 82 Spiele der regulären Saison, in denen er 10 Scorerpunkte beisteuerte. Nachdem er zu Beginn der Spielzeit 2014/15 aufgrund einer überstandenen Verletzung zwei Spiele für die Bears in der AHL absolviert hatte, gehörte er für den Rest der Saison wieder fest zum Aufgebot der Capitals.
In den Playoffs 2018 gelang ihm mit den Capitals der erste Stanley-Cup-Gewinn der Franchise-Geschichte. Anschließend unterzeichnete der Angreifer im Juli 2018 einen neuen Sechsjahresvertrag in Washington, der ihm ein durchschnittliches Jahresgehalt von 5,17 Millionen US-Dollar einbringen soll. Dieser wurde im August 2023 um sieben Jahre verlängert, wobei er mit Beginn der Saison 2024/25 ein Jahresgehalt von 6,5 Millionen US-Dollar erhalten soll.

### Spielweise und Sperren
Aufgrund seiner Physis gilt Wilson als klassischer Power Forward, während er zugleich über überdurchschnittliche technische Fähigkeiten verfügt, die seine relativ hohe Draft-Position erklären und die ihn regelmäßig als Scorer in Erscheinung treten lassen. Zudem pflegt der Angreifer eine körperbetonte Spielweise, aufgrund derer er im Spiel regelmäßig mit Strafen belegt wird und in einer durchschnittlichen NHL-Saison deutlich mehr als 100 Strafminuten sammelt. Dabei fällt er jedoch regelmäßig mit Checks gegen den Kopf, in die Bande (boarding), zu späten Checks oder ähnlichen überharten Aktionen auf, sodass er bereits mehrfach von der NHL gesperrt wurde. Verstärkte Medienresonanz wurde ihm dabei erstmals im Rahmen der Playoffs 2018 zuteil, als er Zach Aston-Reese im dritten Spiel des Conference-Halbfinals gegen die Pittsburgh Penguins mit einem Check am Kopf traf. Aston-Reese erlitt eine Gehirnerschütterung und eine Unterkieferfraktur, während Wilson für drei Partien gesperrt wurde. Dieser Vorfall wurde von einem ähnlichen Check gegen Oskar Sundqvist gefolgt, der in einem Spiel der Saisonvorbereitung im September 2018 ebenfalls eine Gehirnerschütterung sowie eine Schulterverletzung davontrug. Die NHL sprach nun eine Sperre von 20 Spielen gegen Wilson aus, die, nachdem er bereits 16 Partien pausiert hatte, von einem neutralen Schiedsrichter auf 14 Spiele reduziert wurde.

## Erfolge und Auszeichnungen
- 2012 Teilnahme am CHL Top Prospects Game
- 2018 Stanley-Cup-Gewinn mit den Washington Capitals
- 2022 Teilnahme am NHL All-Star Game
- 2024 Teilnahme am NHL All-Star Game

### International
- 2011 Goldmedaille bei der World U-17 Hockey Challenge
- 2011 Goldmedaille beim Ivan Hlinka Memorial Tournament

## Karrierestatistik
Stand: Ende der Saison 2024/25

### International
Vertrat Kanada bei:
- World U-17 Hockey Challenge 2011
- Ivan Hlinka Memorial Tournament 2011

(Legende zur Spielerstatistik: Sp oder GP = absolvierte Spiele; T oder G = erzielte Tore; V oder A = erzielte Assists; Pkt oder Pts = erzielte Scorerpunkte; SM oder PIM = erhaltene Strafminuten; +/− = Plus/Minus-Bilanz; PP = erzielte Überzahltore; SH = erzielte Unterzahltore; GW = erzielte Siegtore; 1 Play-downs/Relegation; Kursiv: Statistik nicht vollständig)

## Persönliches
Tom Wilson hat einen fünf Jahre älteren sowie einen zwei Jahre jüngeren Bruder, wobei letzterer ebenfalls Eishockey spielt und 2012 ebenfalls von den Plymouth Whalers in der OHL Priority Selection gedraftet wurde.